# Трубка и медведь
«Трубка и медведь» — советский рисованный мультипликационный фильм, экранизация сказки Сергея Михалкова «Как Медведь трубку нашёл». В отличие от сказки, у мультфильма трагический конец. Рассказывает о вреде курения.

## Сюжет
Однажды Мишка нашёл в лесу трубку, табак и зажигалку. Мишка попробовал покурить и ему это понравилось, с этих пор он стал очень часто курить и болеть.
Спустя долгое время, он встретился с Лисой. Она советовала ему обратиться к дятлу, поскольку он поможет ему выздороветь. Медведь отказывается, сказав, что пойдёт, если ему станет хуже.
Спустя ещё некоторое время, вокруг Мишки собралось много зверей, которые в конце концов уговорили его сходить к Дятлу.
Дятел порекомендовал ему бросить курить, но он отказался.
Зимой медведя с трубкой во рту находит человек, который собирается отвести его в цирк, однако уже поздно: медведь умер.

## Создатели
| сценарий                    | Сергея Михалкова |
| режиссёр                    | Александр Иванов |
| художник-постановщик        | Евгений Мигунов |
| второй художник-постановщик | Валентин Лалаянц |
| композитор                  | Сигизмунд Кац |
| оператор                    | Николай Воинов |
| звукооператор               | Николай Прилуцкий |
| ассистент режиссёра         | Ф. Гольдштейн |
| ассистент по монтажу        | Валентина Иванова |
| художники-декораторы:       | Ольга Геммерлинг, И. Прокофьева |
| художники-мультипликаторы:  | Фаина Епифанова, Борис Дёжкин, Лидия Резцова, Владимир Пекарь, Татьяна Фёдорова, Кирилл Малянтович, Елизавета Комова, Фёдор Хитрук (в титрах не указан) |
| роли озвучивали:            | Владимир Володин — медведь, Серафим Аникеев — дятел, Ростислав Плятт — волк, Юрий Хржановский — крот, Лариса Бухарцева — лиса, Сергей Троицкий — Федя   |

## Награды
- 1957 — Диплом I Британского международного кинофестиваля (Фестиваль фестивалей) в Лондоне[2].

## Видео
Мультфильм неоднократно выпускался на DVD в сборниках мультфильмов:
- «В мире басен» (дистрибьютор: Крупный План).[3]